# Sense
HTC Sense — пользовательский интерфейс, разработанный компанией HTC для мобильных устройств с операционными системами Android и Windows Mobile. На Windows Phone он присутствует в виде панели HTC Hub.
Фактически само понятие HTC Sense теперь можно отнести исключительно к ОС Android.
HTC Sense основан на предыдущей оболочке от HTC под названием TouchFLO 3D, которая применялась в телефонах на Windows Mobile. Первыми устройствами с интерфейсом HTC Sense стали HTC Hero под управлением Android и HTC HD2 под управлением Windows Mobile, а также HTC Touch2, также под управлением Windows Mobile.
Последняя версия интерфейса на данный момент — 9.0.

## Windows Mobile
В Windows Mobile интерфейс HTC Sense реализован в качестве плагина экрана Сегодня (Today). Он значительно отличается от Android-версии, фактически — не имеет с ней ничего общего. На данный момент развитие HTC Sense для Windows Mobile прекращено, в связи с фактической «смертью» и неконкурентоспособностью платформы в целом.

## Устройства

### Политика установки
До выхода Sense 6 с One (M8) все аппараты HTC на Android имели интерфейс Sense с практически идентичной функциональностью. В середине 2014 года компания начала устанавливать на бюджетные устройства интерфейс, стилистически напоминающий Sense, но функционально идентичный базовому Android, за исключением наличия новостного агрегатора BlinkFeed. На сайте российского официального магазина и на европейских версиях официального сайта такая платформа обозначается как Android с BlinkFeed вместо Android с HTC Sense.

### Original Sense (Android 1.6&2.1)
- HTC Droid Eris
- HTC Hero / HTC Hero CDMA (Sprint)
- HTC Tattoo / MyTouch 3G (T-Mobile)

### Sense 1.0 (Android 2.1&2.2)
- HTC EVO Shift 4G*
- HTC EVO 4G*
- HTC Droid Incredible*
- HTC Aria / Gratia
- HTC Legend
- HTC Wildfire

### Sense 2.0 / 2.1 (Android 2.2)
- HTC ChaCha / Status: Sense 2.1 for Messenger
- HTC Desire Z
- HTC Desire
- HTC Flyer / HTC EVO VIEW 4G (Sprint) : Sense 2.1 for Tablet
- HTC Incredible 2 (Verizon)
- HTC Inspire 4G (AT&T)
- HTC Jetstream : Sense 2.1 for Tablet
- HTC Merge
- HTC Panache
- HTC Salsa
- HTC Thunderbolt
- HTC Wildfire S измененный sense 2.1, экран блокировки из версии 3.x, и прочим элементы интерфейса

### Sense 3.0 (Android 2.3)
- HTC Amaze 4G
- HTC Desire HD[3]
- HTC EVO Design 4G
- HTC Vivid

### Sense 3.5 / 3.6 (Android 4.0)
- HTC Sensation
- HTC Sensation XL
- HTC Sensation XE
- HTC Explorer[4] — используется урезанная версия, Sense 3.5a (Android 2.3)
- HTC Desire S[5]
- HTC Rezound[6]
- HTC Rhyme[7][8]
- HTC EVO 3D / EVO 4G+ (Korea Only)
- HTC Incredible S[3]

### Sense 4.1 (Android 4.0)
- HTC One V используется урезанная версия, Sense 4.0a
- HTC Desire V — телефон с двумя SIM ; используется урезанная версия, Sense 4.0a
- HTC Desire C — используется урезанная версия, Sense 4.0a
- HTC Desire 200 — используется урезанная версия, Sense 4.0a

### Sense 4+ (Android 4.1)
- HTC One S
- HTC Desire 700
- HTC Desire X — с обновлением до JellyBean (урезанная версия Sense 4+ нет стилей экрана блокировки)

### Sense 5 (Android 4.2)
- HTC Desire 601 Dual Sim
- HTC Desire 300
- HTC Desire 500
- HTC Desire 600
- HTC 626g dual Sim android 4.4.2 kitkat. HTC sense 5.3
- HTC One X
- HTC One X+
- HTC One XL
- HTC One SV

### Sense 5.5 (Android 4.3 и 4.4)
- HTC Desire 601
- HTC Butterfly

### Sense 6 (Android 4.4)
- HTC One (M8)
- HTC One (E8)
- HTC One (M7)
- HTC One (M7C)
- HTC One mini (M4)
- HTC Butterfly S
- HTC Desire Eye
- HTC Desire 820
- HTC Desire 816
- HTC Desire 620G
- HTC Desire 620
- HTC Desire 610
- HTC Desire 510
- HTC One mini 2
- HTC One Max

### Sense 7 (Android 5.0)
- HTC One M9
- HTC One M9 Plus
- HTC One E9 Plus
- HTC One ME
- HTC One M7

### Sense 7 (Android 6.0)
- HTC Desire 816
- HTC One E8

### Espresso Sense
- T-Mobile myTouch 3G Slide: Espresso Sense 1.0
- T-Mobile myTouch 4G: Espresso Sense 2.0
- T-Mobile myTouch 4G Slide: Espresso Sense 3.0

### Sense на Windows Mobile
- HTC HD2
- HTC HD mini
- HTC Touch Diamond 2
- HTC TyTN II[9]

### TouchFLO 3D
- HTC Touch Diamond
- HTC Touch Pro
- HTC Touch HD
- HTC MAX 4G
- HTC Touch Pro2

### TouchFLO
Интерфейс TouchFLO изначально появился на линейке продуктов HTC Touch.
- HTC Touch
- HTC Touch 2
- HTC Touch 3G
- HTC Touch Dual
- HTC Touch Cruise